# Aketxe
Aketxe es un núcleo de población español del municipio de Lejona, perteneciente a la provincia de Vizcaya, en la comunidad autónoma del País Vasco.

## Toponimia
El lugar puede aparecer referido con las grafías «Aketxe» y «Aqueche».

## Historia
Hacia mediados del siglo XIX, el lugar era referido como una barriada ya por entonces perteneciente a Lejona. Aparece descrito en el segundo volumen del Diccionario geográfico-estadístico-histórico de España y sus posesiones de Ultramar de Pascual Madoz con las siguientes palabras:

AQUECHE: barriada en la prov. de Vizcaya, part. jud. de Bilbao y anteigl. de Lexona (V.).
(Madoz, 1845, p. 367)

En 2023, el núcleo de población tenía empadronados veintiséis habitantes.